# 帕塔蒙代
帕塔蒙代（Pattamundai），是印度奥里萨邦Kendrapara县的一个城镇。总人口32724（2001年）。

## 人口
该地2001年总人口32724人，其中男性16541人，女性16183人；0—6岁人口4027人，其中男2179人，女1848人；识字率71.40%，其中男性为77.89%，女性为64.77%。